# Novák Katalin kegyelmezési ügye
Novák Katalin kegyelmezési ügye (köznyelvben csak kegyelmi ügy vagy kegyelmi botrány) 2024. február 2-án robbant ki, amikor kiderült, hogy 2023-ban Novák Katalin köztársasági elnök kegyelemben részesítette Kónya Endrét, a bicskei Kossuth Zsuzsa Gyermekotthon korábbi igazgatóhelyettesét, akit azért ítéltek el, mert segédkezett a felettese pedofil bűncselekményeinek eltussolásában azzal, hogy az egyik sértettet a vallomása visszavonására kényszerítette. Az eset jelentős közéleti felzúdulást okozott. Az ügy hatására, 2024. február 10-én Novák lemondott köztársasági elnöki címéről. Nem sokkal később lemondott Varga Judit volt igazságügyi miniszter is, mind az országgyűlési mandátumáról, mind pedig a Fidesz európai parlamenti választási listavezetőjének szerepéről is. Ő volt az, aki igazságügyi miniszterként Novák Katalin kegyelmi döntését ellenjegyezte.

## A bűncselekmények
A vádak szerint 2004 és 2016 között a bicskei gyermekotthon igazgatója, Vásárhelyi János 10 kiskorút kényszerített orális szexre, különböző engedményekért cserébe. Az egyik bántalmazott fiú 2016-ban jelezte a gyermekvédelmi gyámjának a problémát, ekkor rögtön átköltöztették egy másik gyermekotthonba, az igazgatót pedig felmentették. A gyermek unokatestvére azonban meggyőzte őt hogy térjen vissza. Ekkor Kónya Endre igazgatóhelyettes megzsarolta, hogyha nem vonja vissza a vallomását, elköltöztetik az unokatestvérét, egyben legközelebbi rokonát. Az igazgatóhelyettest 2019-ben első fokon, majd 2021-ben másodfokon ítélték el kényszerítésért, amiért 3 év 4 hónap börtönbüntetést kapott, mellékbüntetésként öt évre eltiltották a foglalkozásától és a közügyek gyakorlásától is. Az igazgatót 8 év szabadságvesztésre ítélték.

## Az eljárás visszhangja
A médiában főként az áldozatok melletti vélemények és együttérzések kaptak hangot. A közélet a kegyelmi botrány kirobbanásakor is maximálisan meg van győződve a bírósági ítélet helyességében és a vádlottak kétséget kizáró bűnösségében.
Az érintett intézményvezetők (Vásárhelyi János igazgató, Kónya Endre igazgatóhelyettes) köztiszteletben álló, szakképzett személyek voltak. Korábban magas rangú kitüntetéseket vehettek át és megbecsülésnek örvendtek a helyi közösség részéről. Munkájuk során szoros együttműködéssel igyekeztek az intézmény hírnevét megóvni.
Először 2011-ben indult eljárás az intézmény vezetője ellen, melyet rövidesen lezártak, és a vádlottat felmentették. 
2016. szeptemberében az egyik fiatal áldozat öngyilkos lett, egy hónappal azután, hogy Vásárhelyi János állami kitüntetést kapott "a hátrányos helyzetű gyermekek nevelése és önálló életre való felkészítése iránti példaadó elhivatottsággal végzett munkája elismeréseként". Az intézmény több lakója újabb feljelentést tett, közülük néhányan már felnőttkorúak. Az ügy lezajlását bonyolította a gyerekotthon régisége, a bent dolgozók szakmai elismertsége és az elegendő számú felnőtt jelenlétének hiánya a gyerekvédelemben.
Ekkortól számos hírmagazin és televíziós csatorna kapcsolódott be, és felszínen tartotta az ügyet egészen az ítélethozatalig.
A vádakban leírt történetek valódiságát többen megkérdőjelezték. A településen néhány alkalommal tüntetés is szerveződött, "János bácsi ártatlan" feliratú táblákkal jelezték az intézményvezető mellett való kiállásukat. A vádiratban előfordult több olyan életszerűtlen állítás, amelyeket sem hivatalos szervek, sem pedig a közéleti média nem próbált megmagyarázni. Az ítéletre várva többek közt egy helyi zeneszerző intézett felhívást a bicskei lakosokhoz, felhívva a figyelmet arra, hogy szerinte a bíróság bizonyos szempontokat nem vett figyelembe.
Novák Katalin államfő lemondása után egy újszerű nyilatkozat jelent meg az online térben Kónya Endre aláírásával, melyben részletes magyarázatot próbál adni a történtektől, állítása szerint a bíróság munkáját politikai és média kampány befolyásolta.

## A kegyelem

### Jogi háttere
A kegyelmi eljárás hivatalból vagy az írásban benyújtott, saját kezű aláírással ellátott kérelemre indul. Kegyelmi kérelmet a terhelt, a védő, a terhelt törvényes képviselője, valamint a terhelt hozzátartozója nyújthat be. A bíróság a kegyelmi kérelmet nyolc napon belül felterjeszti az igazságügy-miniszterhez. A miniszter a kegyelmi kérelmet minden esetben felterjeszti a köztársasági elnökhöz, aki indokolási kötelezettség nélkül dönt, ugyanakkor nincs „indoklási tilalom”, saját hatáskörében dönthet úgy, hogy a kegyelmet megindokolja. A köztársasági elnök határozata a kegyelmi elhatározás napjával hatályos, de a miniszter ellenjegyzése szükséges a határozat érvényességéhez. A kegyelmi döntések nem visszavonhatók és véglegesek, továbbá alapvetően nem nyilvánosak, azokat sehol nem hirdetik ki. Ugyanakkor Novák Katalin korábban adott már rövid magyarázatot ilyen esetben, ezt nem tiltja törvény.

### Megadása
A 444.hu 2024. február 2-i cikkében írt először arról, hogy a Bírósági Határozatok Gyűjteményében Bfv.III.1.191/2022/13 sorszám alatt elérhető dokumentum szerint a Kúria 2023 szeptemberében hozott végzése szerint 2023. április 27-én Novák Katalin köztársasági elnök a KEH/2787-6/2023. számú határozatával, Ferenc pápa 2023 tavaszi látogatására hivatkozva elnöki kegyelemben részesítette a korábbi igazgatóhelyettest. Ezen a napon Novák összesen 22 kegyelmet adott. Az igazgatóhelyettes a kegyelmi kérvénnyel párhuzamosan harmadfokon is megtámadta a büntetését. A Kúria eljárása alatt született meg a kegyelmi döntés, így ez bekerült a szeptemberi harmadfokú határozat szövegébe. Ezt a határozatot szemlézte a Kúriai Döntések Bírósági Határozatok 2024. januári száma. Az igazgatóhelyettes a kegyelmi döntés elbírálásakor házi őrizetben volt, a büntetéséből hátralévő idő 9 hónap volt. A kegyelmi döntés az ügyben kiszabott szabadságvesztés-büntetés hátralévő részének végrehajtását 5 évi próbaidőre felfüggesztette, a foglalkozástól eltiltás büntetés és a közügyektől eltiltás mellékbüntetés hátralévő részének végrehajtását elengedte, valamint az ítélet vonatkozásában a büntetett előélethez fűződő hátrányok alól mentesítette.
Az ekkor nem derült ki, hogy ki terjesztette be a kegyelmi kérvényt, Kónya Endre állítása szerint nem ő volt az. Kónya később egy Facebook-bejegyzésben írt a maga nézőpontjáról, legalábbis a cikk megfogalmazása szerint, ebben azt közölte, hogy a felesége volt a beterjesztő 2022 júliusában.
A Telex.hu és a Direkt36.hu egy február 11-i cikkben arról írt, hogy Novák korábbi felettese, Balog Zoltán református püspök, korábbi miniszter szorgalmazta Kónya kegyelmi kérvényének elfogadását. Ismert, hogy Balog terjesztette fel 2016-ban állami kitüntetésre a nevelőotthon később elítélt igazgatóját is, maga Balog pedig Novák elnöki tanácsadói testületének is tagja lett. Az őket ismerő források szerint Balog a kormányból kikerülve később is jelentős befolyással bírt Novákra a Sándor-palotában is, miközben a jogszabályok szerint a köztársasági elnöki pozíciónak minden más hatalmi ágtól, egyháztól függetlenül kell működnie; Balog és Novák szoros viszonya évekkel későbbre nyúlt vissza, számos külföldi utat kettesben tettek. A nyilatkozók szerint a kegyelmi folyamatban közreműködők nem gondolták, hogy kiderülhet a kegyelem megadása. Időközben az is kiderült, hogy Balog találkozót is szervezett Novák és Kónya Endre felesége között. Balog február 13-án reagált a felmerült vádakra, ezekről úgy nyilatkozott, hogy a kegyelmet nem ő nyújtotta be, de kikérték az ő véleményét is, és ő a kegyelem megadása mellett döntött, amiben hibázott, de ezért bocsánatot kért azoktól, akiktől szerinte kellett. A köztársasági elnök viszont szerinte szuverén módon tőle függetlenül maga hozta meg a döntését.

## Következmények
Az eset kiderülése után hamar Novák Katalin személye került a támadások kereszttüzébe. A Sándor-palota a cikk megjelenése napján közleményt adott ki, eszerint „Novák Katalin elnöksége alatt pedofiloknak nincs és nem is lesz kegyelem. A pedofíliával szemben nincs mentség. Akit pedofília miatt ítéltek el, eddig sem kapott és ezután sem kap elnöki kegyelmet.”, de azt nem közölték, hogy egy pedofil bűnsegédnek miért jár kegyelem. A hírre az intézeti molesztálásokat korábban kirobbantó egykori sértett, Pop Mert Julián azt üzente Nováknak, hogy szégyellje magát. A kormánypárti média azzal próbálta mentegetni az elnököt, hogy „álhírterjesztőknek” nevezte azokat a hírportálokat, amelyek szerintük azt állították, hogy Novák egy pedofilnak adott kegyelmet. A valóságban viszont a jelentős hírportálok egyike sem állította azt a téves információt, hogy Novák pedofilnak adott volna kegyelmet, mind pontosan közölték már a címben is, hogy egy pedofil bűntársáról van szó. Az ellenzék valamennyi pártja egyöntetűen elítélte a kegyelem megadását, Novákot lemondásra szólították fel, illetve a kegyelem visszavonására, de legalább a megindoklására. Ezzel együtt az MTI be sem számolt az esetről.  A kormánymédia igyekezett elbagatellizálni az ügyet és továbbra is negatív színben feltüntetni az ellenzéket, csak napokkal később adtak érdemi hírt az MTI mellett az egyéb kormányoldali médiumok a már egyre növekvő elégedetlenségekről. A kegyelemadás botránya tovább dagadt, amit több közéleti szereplő is bírált, a DK pedig levelet írt a kegyelmekről az Apostoli Szentszéknek, hogy tudassák Ferenc pápa felé a nevében történt kegyelemadásokat, ezzel együtt bejelentették, hogy méltatlansági eljárást kezdeményeznek a „pedofilsimogató” Novák ellen.
Az Országgyűlés 2024. február 5-i rendkívüli ülésén, amelyet az ellenzék kezdeményezésére hívtak össze Svédország NATO-csatlakozásával kapcsolatban, ellenzéki képviselők többek között Novák Katalin lemondását is követelték, miután kiderült, hogy elnöki kegyelmet adott a pedofil bicskei iskolaigazgató bűntársának. Az ülésen a kormánypárti képviselők nem vettek részt. A Momentum demonstrációt hirdetett 2024. február 9-re, a Sándor-palota elé. A tüntetésen Novákot és a Fidesz politikusait bíráló felszólalásokat tartottak, Novák lemondását követelve, és úgy tervezték, a lemondásig minden nap tüntetést fognak tartani.

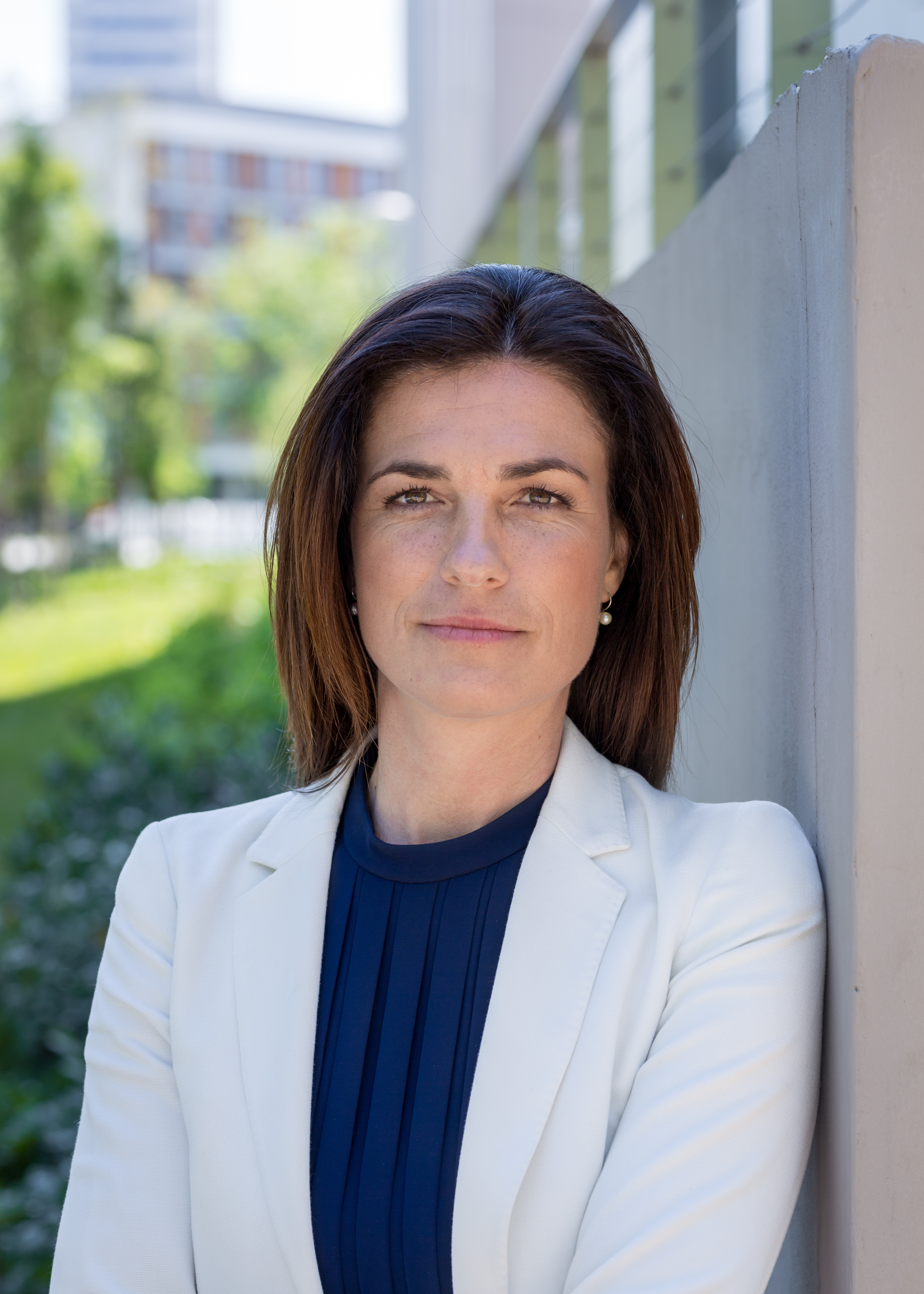
Varga Judit

„Undorodom a pedofíliától” – ennyit mondott érdemben Novák a kegyelemről február 6-i sajtótájékoztatóján, magyarázatot viszont továbbra sem adott a pedofil bűnsegéd kegyelméről. Közben az is kiderült, hogy a kegyelmet Varga Judit akkori igazságügyi miniszternek is jóvá kellett hagynia, noha ezt meg is tagadhatta volna. Hack Péter alkotmányjogász szerint a kegyelem jogilag nem visszavonható, de a döntéssel a kormány és személyesen Varga Judit vette magára a politikai felelősséget, miközben ő és Novák is „súlyos politikai árat fizet azért, hogy nincs megnyugtató magyarázat a történtekre.” Herczog Mária gyermekvédelmi szakember szerint a történtek „rendszerbántalmazásnak” is megfelelnek, mert a kegyelem megkérdőjelezi az ügyben hozott ítélet hitelességét, és nem tekinti gyermekvédelmi szempontból veszélyesnek a volt igazgatóhelyettest, a bizonyítékok és az ítélet ellenére sem. Herczog szerint Novák esetében súlyosbító tény, hogy korábban államtitkárként és miniszterként felelős volt a gyermekek védelméért. A Szociális Munkások Magyarországi Egyesülete közleményében bírálta és ítélte el Novák döntését.
Február 8-án Orbán Viktor miniszterelnök egy videóüzenetben közölte, hogy alkotmánymódosítást nyújt be, „amely lehetetlenné teszi, hogy kiskorú gyermekek sérelmére elkövetett bűncselekmények elkövetése esetén az elkövető kegyelmet kaphasson”. Az államfői jogok korlátozását jelentő intézkedés kapcsán ugyanakkor nem említette a kormány felelősségét. Az ellenzéki pártok reagálása szerint Orbán beismerte, hogy Novák „alaptörvényellenesen” egy pedofilsegítőnek adott kegyelmet, emellett hiányolták Novák és Varga elmozdításának bejelentését. A Sándor-palota úgy reagált, hogy „Novák Katalin jó szívvel fogja aláírni Orbán alkotmánymódosítását.” Közben közvéleménykutatás is indult egy kormánypárti „Call Express” nevű szervezet részéről, ami a botrány hatásait vizsgálta a lakosság körében, és azt, hogy le kellene-e mondania Nováknak.
Kocsis Máté, a Fidesz frakcióvezetője a Facebookon arról írt február 6-án, hogy „A kegyelmezési jog kizárólag az államfőt illeti meg, függetlenül attól, hogy külön-külön egyetértünk-e vele vagy sem”, majd ezután a baloldalt kritizálta, amiért korábban nem szavazták meg a Fidesz ún. gyermekvédelmi törvényét. Február 9-én, Orbán alkotmánymódosítási javaslata után viszont már úgy nyilatkozott a közrádióban, hogy „Jó lenne tudni, hogy mi állt az államfő kegyelmi döntése mögött, és érdemes is lenne erről egyszer beszélni, de az országgyűlési képviselőknek nem azzal kell foglalkozni, hogy mi volt a döntés alapja, hanem azzal, hogy ez többé ne forduljon elő.”
A 24.hu sorra vette a kegyelmi intézmény működését és az ügy ellentmondásait, illetve az ellenzék javaslatait, amik többek közt érintenék a kegyelmek megindoklásának kötelezettségét. Szentpéteri Nagy Richárd alkotmányjogász szerint a kegyelmek megindoklása nem feltétlenül hasznos a társadalom számára, mert nem biztos, hogy minden körülmény kiderül belőlük, az alkotmánymódosítási javaslat a kegyelem kapcsán pedig szerinte azért nem célravezető, mert alapvetően a köztársasági elnökön múlik, hogy felelősen döntsön a kegyelmi ügyekben, és biztosítsa a közvéleményt a döntése helyességéről. Fleck Zoltán jogszociológus ugyanitt arról beszélt, hogy „a kegyelem kivételes, különös méltánylást érdemlő esetekben alkalmazandó; indoklás nélkül nem láthatjuk igazolva, hogy egy politikai tényező semmibe veszi a bírósági döntést.” Hozzátette, hogy „elvárható lenne a kegyelmi jogkör gyakorlójától, hogy ne csak a személyi körülményeket nézze, hanem az ügy komplexitását és társadalmi súlyát, azaz ne csak az egyéni szempontokat mérlegelje.” Fleck is elmondta, hogy a köztársasági elnököt most sem akadályozza semmi, hogy a kegyelmekről nyilatkozzon, azokat megindokolja (ahogy Novák is megtette ezt egy 2023-as interjúban Budaházy György és társai kegyelme kapcsán, akik ugyanekkor kaptak kegyelmet). Mások, mint Bárándy Péter korábbi igazságügy miniszter szerint Orbán bejelentése nem szakmai, hanem populista céllal történt, amivel nem a valódi gyerekvédelem, hanem a politikai kármentés szándéka vezérelte a miniszterelnököt.
Az alkotmánymódosítás hírére reagált Pop Mert Julián is, aki szerint bár ez lényeges lépés, de „a szavak ideje lejárt”. Ahogy fogalmazott: „[Orbán] szenteljen figyelmet az áldozatok segítésének és támogatásának, járjon el személyesen a befolyásából és tisztségéből eredően. Az ilyen esetek megfelelő kezelése és az érintettek számára nyújtott segítség elengedhetetlen a társadalmi igazságosság és empátia szempontjából.” Pop Mert korábban is reagált az ügyre, amikor arra kérte Novákot, hogy indokolja meg, miért adott kegyelmet Kónya Endrének.
Az eset kipattanása után a bicskei gyermekotthon korábbi nevelője, Bárnai Árpád azt mesélte az RTL Házon kívül című műsorában, hogy neki 2010-ben szólt először egy gyerek a molesztálásokról, ezután próbált segítséget nyújtani a műsorban is szereplő Schmidt Erika élménypedagógussal közösen. Rajtuk kívül Pop Mert is megemlítette, hogy Kónya Endrét kedvelték a gyerekek. Bárnai és Schmidt azt tapasztalták, hogy Kónya igyekezett titokban tartani az igazgató molesztálasait, mikor jelezték neki őket; Bárnainak vitája is volt emiatt Kónyával, aki az intézmény jó hírét féltette. Az egyik sértett elmondása szerint az is megesett, hogy Kónya ötezer forintért akarta megvenni hallgatását, vagy sílécet vett egy másiknak. A korábbi nevelők elmondták azt is, hogy a magyar gyerekvédelem alulfinanszírozott, a dolgozók alulfizetettek, emiatt pedig nincsenek elegen, és akik vannak azok is gyakran alulmotiváltak. A konfliktusok miatt Bárnai felmondott, Schmidtet pedig kirúgták. Fordulat akkor történt, mikor az egyik áldozat 2016-ban öngyilkos lett. Pop Mert ezután tett feljelentést a molesztálásokról a rendőrségen. A két volt nevelő szintén felháborodott a kegyelem hírére.
Pálinkás József, az MTA korábbi elnöke és az első Orbán-kormány oktatásügyi minisztere szintén súlyos szavakkal kritizálta a történteket egy február 8-i Facebook-posztban, ahol Novák és Varga apparátusának morális hiányosságai mellett azt is felvetette, hogy esetleg „külső nyomásra” cselekedtek. Emellett egy interjúban kifejtette a bejegyzésére reagálva, hogy az eset szerinte azt mutatja, hogy „az állam nem működik”, mert belső kontroll nélkül történhetnek olyan esetek, mint ez.
Az ügy kipattanása után Novák tanácsadói testületének három tagja, Gundel Takács Gábor riporter, Lackfi János költő és Szörényi Levente zeneszerző is jelezte, hogy otthagyja a tanácsadói szerepkörét, Tomán Szabina üzletasszony és Czeizel Barbara, a Budapesti Korai Fejlesztési Központ intézményvezetője pedig jelezte, hogy fontolgatja a kilépést. Skrabski Fruzsina több saját, összeesküvés-elméletnek beíllő teóriát tett közzé Novák védelmében. Novák lemondását követően úgy fogalmazott: „Kiállok Novák Katalin köztársasági elnök mellett, maradok tanácsadója és barátja. Bizalmam töretlen.”
Február 10-én reggel Bayer Zsolt kormányoldali publicista egy hosszabb, Magyar Nemzetben megjelent írásában – amellett, hogy szintén hosszasan az ellenzéket kritizálta, mint akiknek szerinte „nincs morális alapjuk”, valamint arról írt, hogy „jogilag rendben van” a kegyelem megadása – azt is leírta, hogy „A köztársasági elnök nem hallgathat tovább. Meg kell szólalnia és el kell mondania, mit miért tett. Meg kell indokolnia döntését, el kell mondania, ki és milyen indokkal kért kegyelmet, s ő milyen megfontolások alapján döntött úgy, ahogy. Ez nem úszható meg, nem spórolható meg – ez morális kötelesség. Ezt várjuk. És tőle várjuk. […] Tisztelt köztársasági elnök asszony! Várjuk a válaszokat.”

### Novák Katalin és Varga Judit lemondása
Február 9-én, pénteken ezer főt meghaladó ellenzéki tüntetést szerveztek a Sándor-palota előtt. Ezen az összes ellenzéki párt, a Pedagógiai Szakszervezet, és sok más szervezet vett részt.
Novák Katalin szombaton, február 10-én megszakította katari útját, és a honvédség repülőgépével hazarepült Magyarországra. Délután fél 6 körül az M1 televízió adásában bejelentette lemondását a tisztségéről. Őt követte Varga Judit volt igazságügyi miniszter is, aki Facebook-posztban számolt be arról, hogy minden politikai tisztségtől visszavonul. Mindketten felelősséget vállaltak tettükért, de magyarázattal ekkor sem szolgáltak. Ugyanakkor kritikus vélemények rámutattak, hogy a lemondások csak a kegyelmi ügy kiderülése után történtek, miközben a kegyelem megadása már tíz hónappal korábban, 2023 áprilisában megtörtént, aminek egy sor körülménye tisztázatlan.

### A lemondások után

#### Balog Zoltán érintettsége

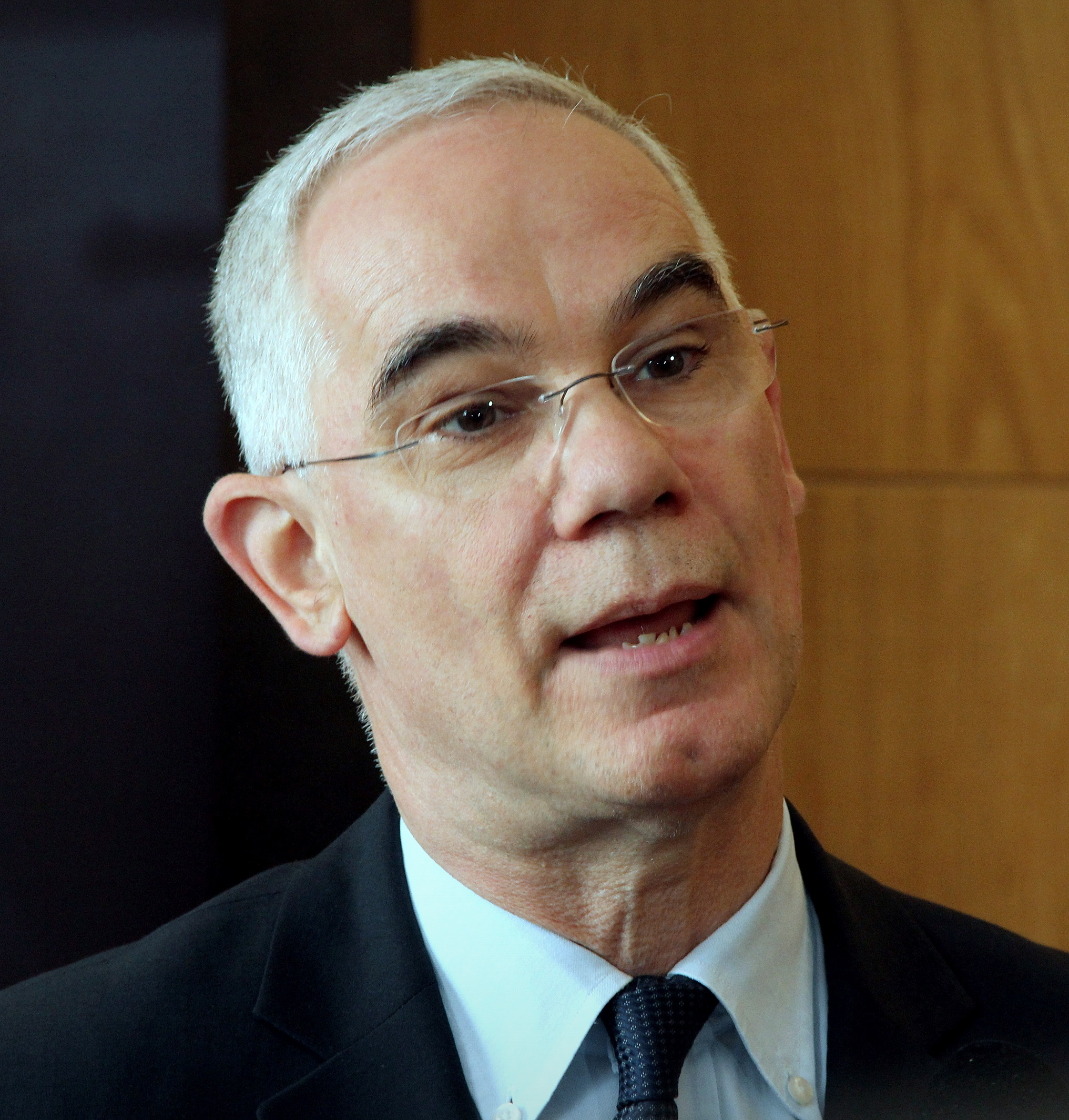
Balog Zoltán

Február 11-én jelent meg az a Telex és Direkt36 által jegyzett cikk, amiben arról írtak, hogy fideszes körökben Novák korábbi felettesét, a vele közeli munkakapcsolatban maradt korábbi minisztert, Balog Zoltán református püspököt vélelmezik a kegyelem lobbija mögött. Erre reagálva Balog február 12-én már egy körlevelet adott közre amiben visszautasított minden vádat, február 13-án pedig összehívta a református egyház espereseit, főgondokait, hogy beszámoljon a kegyelmi botrányról, illetve ahogy ő fogalmazott, „az egyházat ért támadásokat megbeszéljék, és arra választ adjanak”. Értesülések szerint Balog arról beszélt a református lelkészeknek, hogy annak idején Kónya és felesége keresték fel őt a kegyelem ügyében. (Kónya amúgy ekkor házi őrizetét töltötte, tehát nem is hagyhatta volna el otthonát.) A találkozó után videónyilatkozatban közölte, hogy a meghívottak négyötöde vett részt az ülésen és 86 százalék bizalmat szavazott neki, ezután úgy nyilatkozott, mintha a botrány a református egyház ellen indult volna, majd a saját érintettségének magyarázatára tért. Elmondta, hogy mások mellett az ő véleményét is kikérték, és javasolta ugyan Kónya Endre kegyelmi kérvényének elfogadását, de Novák Katalin, mint köztársasági elnök egymaga szuverén módon döntött róla, ezért ez Novák felelőssége. Azt is mondta, hogy ebben hibázott, és ezért bocsánatot kért azoktól, akiktől szerinte kellett. Szerinte nem egy kegyelmi kérvény miatt kell bocsánatot kérnie, hanem azért, mert ez az ügy a református egyháznak kárt okozott. Hozzátette, hogy a zsinat elnökségi tanácsa „határozottan” megkérte arra, gondolja át közéleti szerepvállalásait, hogy „mennyiben egyeztethetők össze a zsinat lelkészi elnöki megbízatásommal”, ő pedig ennek eleget is tesz. A korábbi cikk szerint viszont mikor a kegyelmi ügy kirobbanása után számon kérték Balogot a miniszterelnök környezetéből, ő azt közölte, hogy a református egyház vezetésében többen szerették volna elérni, hogy a családilag jó református kapcsolatokkal rendelkező Kónya kegyelmet kapjon. Arra a videóban nem volt válasza, hogy egyáltalán miért támogatta Kónya kegyelmi kérvényét. Balog nyilatkozatai után Orbán sajtófőnöke szerint „Orbán Viktor a református egyház tagjaként bízik az egyházi vezetőkben és az egyház erejében.” Ugyanakkor kiderült, hogy Balog állításaival ellentétben az igazgató már a nevelőotthont érintő ombudsmani jelentés elkészülte után részesült állami kitüntetésekben, amely jelentéssel akkori miniszterként egyet is értett.
Február 14-én Fekete Károly, a Tiszántúli Református Egyházkerület püspöke, a Magyarországi Református Egyház Zsinata lelkészi alelnöke közleményben szólította fel Balogot, hogy fontolja meg lemondását zsinati elnöki tisztéről. Balog megnyilatkozása sokaknál ellenszenvet keltett. Ugyanekkor Csűrös András református lelkipásztor, a Gyömrői Református Gyülekezet vezető lelkésze Facebook-bejegyzésében felajánlotta lelkipásztori fizetés-kiegészítést a gyermekbántalmazások elszenvedői javára. Csűröst utólag augusztusban a szolgálati gépkocsija visszaadására szólították fel, feltehetően a bírálata miatt.
Pop Mert azt üzente Balog szavaira reagálva, hogy Balog tőlük, a sértettektől egyszer sem kért bocsánatot. Közben Mellár Tamás közgazdász, ellenzéki képviselő bejelentette, hogy kilép a református egyházból, aminek korábban aktív tagja volt, mert nincs keresnivalója egy olyan egyházban, amit pedofilvédelmezők vezetnek. Sajnálja azt is, hogy Balog Zoltán nem mondott le és hogy a református vezetés bizalmat szavazott neki. A református egyház vezetői között is voltak ellenzői Balog megnyilvánulásának, akik szerint Balog – aki sokkal inkább tűnt számukra politikusnak, mint egyházi személynek – ezzel az egyházra húzta a kegyelmi ügyet.
Február 16-án Balog lemondott a zsinati elnöki posztról, de a református egyház püspöke maradt, noha egyházi berkekben többen az arról való lemondását is szerették volna. Úgy fogalmazott ekkor, hogy „Azért nem kérek bocsánatot, hogy kegyelmet kértem egy általam ártatlannak hitt embernek.”, helyette Istentől kér bocsánatot azért, mert nem volt „elég éber és körültekintő” és nem látta, „milyen veszélyek leselkednek ebben a kegyelmi ügyben országunkra, nemzetünkre, egyházunkra, köztársasági elnökünkre.” Ezalatt felmondtak annak a tököli református kántornak, aki korábban Facebookon bírálta Balognak ebben az ügyben tett lépéseit, és a lemondását követelte; ugyanakkor Tarr Zoltán egykori zsinati tanácsos is kritizálta Balogot, amiért szerinte a lépéseivel hitelességi válságba sodorta a református egyházat.
Balog egy február 22-i körlevele szerint továbbra sem kételkedett abban, hogy jogosan lobbizott Kónya Endre kegyeleméért, akinek a kegyelmi ügyével szerinte a református egyház rossz hírét akarják kelteni, arról viszont nem ír a levélben, hogy miért ítélték el jogerősen Kónyát, csupán annyit, hogy „pedofil bűncselekménnyel hozták összefüggésbe”.

Március 14-én új információk derültek ki Balog február 13-i zsinati tanácskozásáról, miután Balog hónapokig egyszer sem állt a sajtó rendelkezésére az ügy kapcsán. A Telex és Direkt36 aznapi cikke szerint Balog állítólag azzal indokolta a kegyelmi ügyben tett közbenjárását, hogy „sok információt kapott arra vonatkozóan, hogy másodfokon állítólag nem volt tisztességes a K. Endre elleni eljárás”, illetve hogy „benne felvetődött, esetleg az történt, hogy a bírók társadalmi nyomás alatt voltak, emiatt pedig nem mérlegeltek kellően minden bizonyítékot.” Az ez utáni napok során viszont óriási nyomás érkezett felé, és még az egyházon belül is többen kritizálták, sokan közülük is úgy vélték, hogy Balog az egyházra húzza a kegyelmi ügyet. A nyomás miatt mondott aztán le a zsinati tisztségeiről, a püspöki pozícióját viszont igyekezett bebiztosítani, ennek érdekében „roadshow”-t tartott, mikor több vidéki református találkozón győzködte az egyházi vezetőket. Itt alapvetően arról beszélt, hogy volt már a történelemben olyan, hogy egy református vezető politikai szerepkört is vitt, illetve elmondása szerint féltette az egyházát a felé áramló bírálatoktól, ami meggyengítheti azt. Egy ízben azt is közölte, hogy ha lemondana a püspökségről is akkor „az LMBTQ képviselői rájönnek, hogy mindig csak meg kell támadni az egyházat, ha változást akarnak elérni, ami azt jelentené, hogy »a reformátusok egy gyáva banda, akik nem képesek megvédeni a vezetőiket«”. Hozzátette: „Mit csinálunk majd, amikor olyan hatalom jön, amely meleg lelkészeket akar felszenteltetni, vagy meleg párokat akar összeadatni a templomokban?” Azt is közölte, hogy Orbán rá bízta hogyan dönt a további egyházi sorsáról. Az erőfeszítéseit láthatóan siker koronázta, mikor a március 6-án kiadott böjti körlevelet nyolc egyházi vezető – köztük Balog és az őt pár héttel korábban még lemondásra felszólító Fekete Károly – írta alá. Ebben az is szerepelt: 

„Miközben a világ logikája a bűnben tartás, minket a bűn megvallása, a bűnbánat, a bocsánatkérés, a bűnbocsánat és a »mostantól fogva többé ne vétkezz!« (Jn 8,11) lelkülete határoz meg. Mi így zárjuk le magunk között ezt az ügyet, és ebben a szellemben szolgáljuk tovább Istent, egyházunkat és nemzetünket.”

Balog olyan szövetségese, mint Hajdú Szabolcs Koppány, a Vértesaljai Egyházmegye esperese is több alkalommal igyekezett felhívni az egyházi szereplők figyelmét, hogy ez az egyház belügye. Egy általa küldött körlevél szerint: 

„Ha egyesek azt követelik, hogy mondjon le előbb-utóbb mindenki, akinek köze van a közélethez, politikához egyházi emberként, akármelyik oldalon is van (egyház, politika – lelkész, gyülekezeti tag), azzal a lehető legrosszabbat kívánják egyházunknak, országunknak. Inkább vezessék olyanok az országot, a településeket, egyházunkat, akik nem ismernek se Istent, se embert, csak a saját érdekeiket?”

Majd így folytatta: 

„…az egyházunkat érintő belső ügyeket, nézeteltéréseket mi magunk között beszéljük meg először! […] Kérlek, intsétek azokat, akik viszont nem így járnak el! Nem okozhatunk több kárt magunknak azzal, hogy azonnali ki(fele)írási kényszer vesz erőt rajtunk.”

Balog egyházi pozícióját azért is sikerült megtartania, mert a cikk szerint a kormány részéről nem érkezett nyomás annak feladására (ahogy ez Orbán üzenetéből is látszott), másrészt neki voltak olyan politikai kapcsolatai, amik révén a református egyház állami támogatásokhoz juthatott, illetve bizonyos egyházi szereplők a közbenjárását kérhették, és ezt szerették volna a jövőre is megőrizni.
2024. március 21-én 24 református értelmiségi személy aláírásával jelentettek meg egy közleményt, amiben bírálták Balog Zoltánt a püspöki pozíciójához való ragaszkodása miatt, mivel ez a református egyházra negatív megítélést gyakorol, ezért az egyház érdekeire hivatkozva felszólították a püspökségről való lemondásra, ehhez később további 106 református értelmiségi személy csatlakozott aláírásával. Ezek után a Magyarországi Református Egyház tíz tagja úgy döntött, hogy feljelenti Balogot a zsinati bíróságon, majd nyílt levélben is kifejtették, hogy szerintük Balog viselkedésével összefonódik a református egyház a politikával, ami szégyent hoz az egyházra.
Miközben Balog továbbra is püspök maradt, több alapítványban betöltött posztot is megtartott, de aztán távozott a Belváros-Lipótváros Egyházi Épületekért Közalapítvány kuratóriumából, és lemondott a Közép- és Kelet-európai Történelem és Társadalom Kutatásáért (KKETTK) Alapítvány kuratóriumi tagságáról.
Református berkeken belül továbbra is megosztottság volt megfigyelhető, ennek jele volt Tarr Zoltán református lelkész nem első kritikus megnyilvánulása is, akit azután bocsátottak el egy állami cégben betöltött állásából, hogy Magyar Péter április 6-i tüntetésén felszólalásában bírálta Balogot és az egyházat is az ügyben tanúsított viselkedése miatt. Itt a református egyház nevében bocsánatot is kért az áldozatoktól.
Április 24-én a reformátusok éves tavaszi zsinatán Steinbach Józsefet választották meg egyedüli jelöltként a zsinat lelkészi elnökének Balog lemondása után. Az egyház az esemény kapcsán közreadott nyilatkozatai szerint hitet tett Balog személye mellett és az egyház elleni támadásként tekint a Balog személye elleni „méltatlan támadásokra”. Református körökből már a zsinat előtt többen kész tényként kezelték, hogy az egyházi vezetők Balog érdekeire tekintettel fognak dönteni a politikai befolyása és ezáltal az egyház állami támogatása miatt. Ismert az a tény is, hogy Balog a 2019-ben megváltoztatott zsinati törvény miatt válhatott egyáltalán püspökké.
Bár úgy hírlett, hogy 2024-ben elmarad a 2009 óta május 25-én rendszeresen megtartott református egységnap a kegyelmi botrány hullámai miatt, visszajelzések szerint a Filharmónia Magyarország május 25-i pécsi rendezvényét utólagosan „kisajátították” egy református rendezvényhez, amin Balog mellett Steinbach, Hoppál Péter, és más református elöljárók is feltűntek beszédeket is tartva, ezért a program az előre meghirdetetthez képest csúszásokkal ment le, melyről az elővételes jegyvásárlókat csak hellyel-közzel értesítették, és csak a helyszínen lett világos, hogy ezt az alkalmat bújtatva a református egységnap megünneplésére szánták.
Az ügy miatt május 31-én Balog szülővárosának, Ózdnak a képviselő-testülete visszavonta díszpolgári címét, amit Balog egy évvel korábban fogadott el.

Június 13-án, a 2024-es önkormányzati és európai parlamenti választások után jelent meg Balog első hosszabb interjúja az ügy kirobbanása óta, amit a keresztény-szellemiségű 777blog.hu-nak adott. Balog itt egyebek mellett arról beszélt, hogy ő kereste meg Novákot Kónya kegyelmi kérvényével, miután Kónya felesége ebben a közbenjárását kérte, továbbá, hogy Novák nem fogadta el a „segítségét és a kiállását”, mikor azt ő állítólag felajánlotta. Kijelentette, hogy hisz Kónya ártatlanságában. A püspöki pozíció megtartását azzal magyarázta, hogy ezt, mint egyházi titulust a református egyház köreiben szükséges rendezni, az egyházi közgyűlés pedig állítólag megerősítette abban, hogy „nekem kötelező ezt a munkát folytatnom.” Állítása szerint az egyháza állt ki mellette, és nem ő vonta be az ügybe az egyházat. Az is kiderült általa, hogy tudatosan kerülte a nyilatkozatokat, amit részben a választási kampányokkal indokolt: 

„…ha az emberrel egy ilyen megrázkódtatás történik, ha így megrendül, akkor az első dolog nem a szöveg és a beszéd, hanem a csönd és a hallgatás. Hihetetlen nyomásnak éreztem, hogy beszélni kell, meg kell szólalni azonnal, a híreknek a kirobbanása után még egy nap sem telt el, amikor már ott volt rajta mindenki, hogy most azonnal mondjak el mindent. (…) Látszott, hogy olyan módon lesz a választási kampány része ez az ügy, hogy ebbe igazán jót nem lehet mondani. Sokszor nehéz volt várni, hogy végre a saját hangomon meg tudjak szólalni, de úgy gondoltam, hogy jobb, ha nem ez a csatazaj köríti mindazt, amit mondani szeretnék, hanem talán valami lenyugvás, csend megérkezik kívülről is, nem csak az egyházon belülről.”

Nagy Gergely református teológus kemény szavakkal bírálta a Balog interjújában elhangzottakat, ezek alapján szerinte Balog „erkölcsi hulla”, aki számos ponton hazudott, ellentmondásokba keveredett, egyebek mellett kiemelve azt az állítását, hogy mikor ő a „csendet és a hallgatást” választotta, az egyház felé nagyon is megszólalt körlevelekkel, zsinattal és a „roadshow”-val, először az érintettségét tagadva, majd egyházellenes támadásnak beállítva a botrányt. Ezalatt a kegyelmi ügyben történt közreműködését továbbra sem magyarázta meg egyértelműen, miközben politikai szereplők módjára ragaszkodik a hatalmához, amivel visszaél, amikor emiatt az egyházon belül nem mernek fellépni ellene.
Augusztusban a korábbi egyházi feljelentés után végül szintén enyhe szankcióval zárult az eljárás, eszerint az egyház Zsinati Bíróságának Elnöksége intésben részesítette Balog Zoltán püspököt, és határozatában felhívja, hogy szolgálati viszonya alatt nagyobb körültekintéssel járjon el olyan ügyekben, amelyek társadalmi megítélése kényes. A feljelentők között szereplő Vargha Anikó, korábbi tököli kántor, akit a Baloggal szembeni bírálata miatt bocsájtottak el, azt nyilatkozta, hogy az egyház a döntéssel mihamarabb túl akart lenni az ügyön, ezen kívül nem érti, hogy mi számít komolynak a református egyháznál, ha egy ekkora közéleti botrány után ilyen csekély ítéletet hoztak. Vargha az eset után rendőrségi feljelentést tett okirathamisítás miatt, aki szerint az egyházi eljárás nem végezte el a vizsgálatot, utóbb pedig Steinbach Józsefet is kritizálta, aki szerinte megfutamodott Balog elszámoltatásától, miközben Balog befolyása még mindig jelentős. Az egyházat mételyezi az ügy, a tagjai pedig félnek Balog bosszújától, ha szóvá tennének bármit, Balog bukása pedig csak Orbán Viktoron múlik.
Eközben viszont nem hosszabbították meg a korábban szintén Balog lemondását követelő református lelkész, Thoma László adjunktusi szerződését sem. Thoma, a Gazdagréti Református Gyülekezet vezető lelkipásztora a híveinek írt levelében tudatta, hogy személyesen Baloggal is beszélt az incidensről, ekkor közölték vele, hogy ez „az igehirdetése következménye, de ne vegye büntetésnek”.
Pontosan a botrány kirobbanásának egy éves évfordulóján, 2025. február 2-án tartották meg Kolumbán Vilmos József, az Erdélyi Református Egyházkerület püspökének beiktatását Kolozsváron, amin Balog Zoltán, Steinbach József, Sulyok Tamás, Novák Katalin utódja és számos RMDSZ-es politikus is részt vett. A rendezvényen semmilyen formában nem került szóba a botrány vagy annak református egyházra káros hatása. Ugyanakkor pár nappal korábban, 2025. január 29-én Református megújulás címmel konferenciát tartottak a református egyház egyéb vezető személyiségei, „az egyház és társadalom aktuális kihívásainak teológiai feldolgozása” tárgyában, ahol nem titkoltan a kegyelmi botrány egyházra gyakorolt negatív hatásait tárgyalták ki, kiemelve az állam és az egyház összefonódását, valamint a kiüresedett egyházi szólamokat. Ennek a rendezvénynek a fővédnökségét a Magyarországi Református Egyház Zsinatának Elnökségi Tanácsa vállalta, de közleményben jelezték, hogy az elnökségi tanács egyik tagja sem lesz jelen a konferencián, mert ahogy írták „személyes jelenlétünkkel semmilyen módon ne befolyásoljuk sem a meghívott véleményformálókat, sem azokat, akik a résztvevők soraiból szólnak majd hozzá az elhangzottakhoz”. A rendezvényen felszólalók részéről egyértelműen káros megítélésű volt Balog az ügyben tanúsított ellentmondásos viselkedése.

#### Egyéb közéleti események
Az ellenzék üdvözölte Novák és Varga lemondását, de rámutattak, hogy az ügy a lemondással továbbra sem kapott megnyugtató magyarázatot, amit Orbán Viktortól várnak, emellett a köztársasági elnöki intézmény tekintélyének helyreállítása érdekében szorgalmazták a közvetlenül megválasztható köztársasági elnök intézményének bevezetését, hogy egy ténylegesen konszenzusos elnök képviselje a nemzetet. Mint fogalmaztak, ez ugyanolyan gyorsan kivitelezhető lenne, mint Orbán pedofil elkövetőket kegyelemből kizáró módosítása. A DK javasolta, hogy a 2024. június 9-i önkormányzati választás alkalmával tartsák meg az új köztársasági elnök közvetlen megválasztását. A Momentum egy törvénymódosítást nyújtott be, amely szerint a volt köztársasági elnököt, valamint a köztársasági elnök és a volt köztársasági elnök özvegyét ne illessék meg a meghatározott jogosultságok és juttatások, ha a megbízatása összeférhetetlenség kimondásával, lemondásával vagy a köztársasági elnöki tisztségtől való megfosztással szűnik meg.
Ugyanekkor jelent meg egy Kónya Endrének tulajdonított hosszú Facebook-bejegyzés is, amiben annak írója a maga olvasatát adja elő az ügy kapcsán. Magát alapvetően áldozatként tünteti fel, mint akit meghurcoltak. Állítja, hogy igazgatóhelyettesként minden pedofil bűncselekményt és annak elleplezésére tett kísérletet elutasított, és hogy ő maga ilyet nem tett, ezután hosszú példák során igyekszik megmagyarázni, hogy szerinte a korábbi bírósági eljárás lényegében egy koncepciós ügy volt. Bár a poszt végén a „Kónya Endre” aláírás szerepel, az nem Kónya profilján, hanem egy A bicskei gyermekotthon igazgatóhelyettese voltam című profil alatt jelent meg. Kónya felesége előbb tagadta, aztán mégis azt mondta, hogy a férje írta a levelet, de nem magyarázta meg, miért változott a véleménye.
A lemondások után ismét reagált Kocsis Máté fideszes frakcióvezető, aki szintén egy Facebook-posztban azt írta, hogy Novák és Varga döntése „annak bizonyítéka, hogy a jobboldalon a hibáknak is van következménye, a baloldalon a bűnöknek sincs”, majd javarészt Gyurcsány Ferenc korábbi miniszterelnököt kritizálta és a 2006-os eseményeket hozta fel igazolásnak. Ez a kormányoldali médiumok által narratívává tett értelmezés azonban megannyi ponton nem felel meg a valóságnak, számos 2010 előtti ügynek voltak személyi konzekvenciái, ahogy erről egy február 15-i cikk tételesen beszámolt.
Bayer Zsolt is közreadott egy újabb publicisztikát február 11-én a Magyar Nemzetben, amiben Novák és Varga felmagasztalása mellett újra az ellenzéki politikai szereplőket kritizálta, majd párhuzamot vont a pedofília és az „LMBTQ-propaganda” közt.
Eközben az ügy folyományaként Magyar Péter, Varga Judit exférje – aki február 6-án Skrabski Fruzsina egy Novákot mentegető posztja alatt kommentben kritizálta az ügy kezelését – szintén február 10-én jelentette be, hogy minden állami pozíciójáról lemond, emellett élesen kritizálta a fideszes politikai szereplőket (név szerint Rogán Antalt), többek közt azzal vádolva őket, hogy „az igazi felelősök a nők szoknyája mögé bújnak”, utalva volt feleségére és Novákra. Magyar arról is beszélt egy február 11-én megjelent interjúban, hogy a volt felesége miniszterként nem támogatta Kónya kegyelmi kérvényét – ahogy erről a Balog Zoltán közreműködéséről szóló cikkben is írtak –, de arra nem volt válasza, hogy ha ellenezte, miért írta alá. (Nem sokkal ezután indította el Magyar a politikai-közéleti szerepvállalását.)
A nemzetközi média is beszámolt az ügyről Novák lemondása után. Számos vezető médium végigvette az ügy körülményeit, és azt a következtetést vonta le, hogy ez a kínos eset felkészületlenül érte Orbánt, aki Novákhoz hasonlóan korábban előszeretettel állította be magát a család és a gyerekek védelmezőjének, a kármentő alkotmánymódosítási javaslat pedig egyértelmű üzenet volt, hogy Nováknak távoznia kell.
Közben február 12-ére eltűnt a Szociális és Gyermekvédelmi Főigazgatóság weboldaláról a 2016. február 29-i „Ha a földhöz vágnak, újra fel kell állni” című hír, amelyben a bicskei gyermekotthonban tartott birkózóedzésekkel foglalkoztak. A cikkből kiderült, hogy az edzések annak a Borsod Megyei Birkózószövetségnek támogatásával valósultak meg, amelynek alelnöke ifj. Orbán Győző, Orbán Viktor miniszterelnök testvére, míg a felkészítesekben Kónya Endre is közreműködött. Emellett írtak arról, hogy a foglalkozásokon határon túli fiatalok is részt vettek. A cikk azután vált elérhetetlenné, hogy a Media1 portál e-mailben megkereste Havasi Bertalant, Orbán Viktor sajtófőnökét azzal a kérdéssel, elképzelhető-e az, hogy ifj. Orbán Győző nevéhez köthető birkózóegyesület neve is előkerül a bicskei gyermekotthonnal kapcsolatos valamely dokumentumban.
Az ügy miatt február 16-án, több híresség és közéleti személyiség – köztük Azahriah – szervezésével tüntetést tartottak a a Hősök terén. A demonstrációt több mint száz ismert személyiség is támogatta, Thuróczy Szabolcs, Nagy Ervin, Till Attila, Pamkutya (Osbáth testvérek) és TDanny is köztük volt. A tüntetésnek különböző becslések szerint 50 000, de akár 160 000 résztvevője is lehetett. Később a kormányközeli médiumok megpróbálták lejáratni a tüntetés egyik főszervezőjét, Osváth Zsoltot egy transznemű youtuber, Noryna Diamond állításaira alapozva, aki szerint Osváth egy fiatalkorú fiút zaklatott volna. Ezen állításokra alapozva egy manipulált, megvágott videó is megjelent, ami ezt a gyanút volt hivatott erősíteni, noha az eredeti videó épp az ellenkezőjét bizonyította. Osváth tagadta a vádakat, és felhívta a figyelmet Diamond korábbi vitatható megnyilvánulásaira, akinek a vádjaira – dacára, hogy a kormány által bírált LMBTQ-személyek közé tartozik – a kormányközeli médiumok a lejáratásába kezdtek. Hozzátette, hogy pert indít minden olyan sajtótermék ellen, amelyik zaklatóként állítja be.
Február 15-én újabb írás jelent meg Kónya Endre nevével, ebben egyebek mellett arról ír, hogy  „a kegyelmi döntés kapcsán senki nem tett semmi törvénytelent, nem kért senki semmit ezért a döntésért, nincs semmilyen rejtélyes háttéralku, nincsenek olyan háttérkapcsolataim, amelyeket most sokan emlegetnek. A feleségem benyújtott egy kérelmet, amelyben számos méltánylandó személyi körülményt felhozott mellettem, és arról is szólt, milyen kétséges bizonyítékok és kétséges eljárás alapján ítéltek el jogerősen.” Szerinte az ügy kapcsán hisztériakampány folyik ellene, ami során számos valótlanság hangzott el vele kapcsolatban, ezért jogi lépéseket fontolgat.
Orbán a február 17-i évértékelőjén reagált először az ügyben azóta, hogy február 8-án alkotmánymódosítást jelentett be. Itt elismerte, hogy az ügy jelentős vihart kavart, és megköszönte Nováknak és Vargának az addig végzett munkáját, majd ígéretet tett a gyermekvédelmi rendszert megerősítésére. Február 23-án a pénteki rádióinterjújában arról beszélt, hogy Novák döntése miatt „megbomlott a nemzeti egység”, miközben nem sokkal korábban úgy fogalmazott, hogy „Egy olyan ügyben mondott az elnök asszony igent, amiben csak egyetlen helyes döntés születhetett volna, a nem. Vagyis, hogy elutasítja. És ezt mindenki így érezte az országban, szinte mindenki.” Azt is állította, hogy a „kegyelmi ügyek teljesen le vannak választva a kormányzati munkáról”, miközben tudható, hogy azokat az igazságügyi miniszternek kell ellen jegyeznie. Beszélt arról is, hogy „Egy tisztességes országban, mint Magyarország, ilyen nem fordulhat elő, mint ami a bicskei gyermekotthonban történt, és amit a kegyelmi ügy hozott fölszínre, ez egész egyszerűen elfogadhatatlan.”, azonban az ügy már 2011 óta ismert volt, csak akkor semmi érdemleges nem történt. Ezután pedig ő is párhuzamot vont a „magyarok életébe beleokoskodó brüsszeli bürokraták”, illetve az „LMBTQ-propaganda” és a gyermekek szexuális nevelése között, ami szerinte a „kizárólagosan a szülőknek a felelőssége”.
Közben február 22-én a kormány megnevezte az általuk Novák utódjának jelölt személyt, Sulyok Tamást, az Alkotmánybíróság elnökét, aki el is fogadta a felkérést. Sulyokot kritizálták amiatt, mert az Alkotmánybíróságba is az Orbán-kormány által létrehozott szabályok révén került, és ott a szervezet elnökeként is inkább a kormánynak kedvező döntéseket hozott. A közvetlen elnökválasztást követelő ellenzék részéről felmerült Kaltenbach Jenő, Csath Magdolna, Róna Péter és Hack Péter neve is, míg más pártok végül úgy döntöttek, hogy nem asszisztálnak egy új „aláírógép” kinevezéséhez, mivel a Fidesz kétharmados többsége úgyis a saját jelöltjét fogja kinevezni. Sulyokot február 26-án meg is választották új köztársasági elnöknek, aki március 5-től lépett hivatalba, a beiktatása viszont csendben, minden ünnepi külsőség nélkül történt meg. Csak később, március 10-én tartották meg a beiktatás rendezvényi kereteit, Novák ezen az eseményen sem vett részt.
Varga Zsolt András, a Kúria elnöke február 22-én átmenetileg felfüggesztette a Kúriai Döntések Bírósági Határozatok című folyóirat kiadását, miután ott jelent meg a Kónya féle kegyelem határozata, ami az ügyet kirobbantotta, és emiatt utána kívántak járni az információ szabályos megjelentetésének. A lap felfüggesztését a Magyar Bírói Egyesület „dermesztőnek” nevezte. Végül megállapítást nyert, hogy a határozat szabályosan jelent meg a kiadványban.
Közben kiderült, hogy Kónya Endre 2024 február végéig valószínűleg presbiter lehetett a bicskei református gyülekezetnél, amiről a hír megjelenése előtt nem sokkal mondhatott le. Noha a presbiterek listája nyilvános információ szokott lenni, a 2023-as bicskei presbiterválasztás eredményét sehol sem közölték, így Kónya neve sem kerülhetett fel rá. A helyi bicskei református lelkész, Máté János egyik médiumnak sem volt hajlandó elárulni, hogy tényleg presbiternek választották-e a volt igazgatóhelyettest.
Március 1-én Áder János korábbi köztársasági elnök is megszólalt az ügyről a közrádióban. A korábbi fideszes képviselő Áder alapvetően a Fidesz-kormányt védő véleményének adott hangot, amikor arról beszélt, hogy szerinte Orbán Viktort „bele akarják keverni” a kegyelmi ügybe. Szerinte egy államfőnek Göncz Árpádtól Novákig ugyanazokat a mérlegelési szempontokat kellett figyelembe vennie kegyelmi ügyekben, amikbe a miniszterelnöknek sincs beleszólása. Állítása szerint Orbán a regnálása tíz éve alatt egyszer sem szólt bele kegyelmi ügyekbe, még állítólag a Fidesz berkeiben megosztó esetekben sem. Ezen kívül nem pártolta a felvetést, hogy a kegyelmek indoklási kötelezettséggel járjanak.
Ádernek más úton is lett kapcsolata az üggyel: a testvére, Pölöskei Gáborné Áder Annamária volt a bicskei gyermekotthon fenntartója, mint a Főváros Oktatási, Gyermek- és Ifjúságvédelmi Főosztályának vezetője, amikor 2011-ben az első jelzések történtek az intézménybeli molesztálásokról, és azokat akkor nem követte semmilyen vizsgálat vagy retorzió az Áder Annamária vezette szervezettől. A DK február végén bejelentette, hogy ezért Áder húgának lemondását követelik, aki a botrány kipattanása idején a kulturális és innovációs tárca helyettes államtitkári posztján volt, mondván tudott az esetekről, de nem tett ellenük. Áder János jelezte, hogy húgával együtt alaptalannak tartják és visszautasítják a vádakat, ezért Áder Annamária rágalmazásért pert indít. Áder március 10-én a Vasárnapi Újság című rádióműsorban is reagált az ügyre, ahol elmondta, hogy 2011-ben főosztályvezetőként dolgozó húga feljegyzésben tájékoztatta az akkori főjegyzőt, hogy a bicskei gyermekotthon igazgatójára vonatkozó közérdekű bejelentés miatt megkezdték a feljelentés előkészítését, ami alapján később nyomozás is indult. Hozzátette, ha Orbán tudott volna Kónya Endre kegyelmi kérvényéről „nincs olyan épeszű ember”, aki szerint ne ellenezte volna annak megadását. Elmondta, hogy Vásárhelyi János kitüntetését a húga lemondását követelő DK-s Gy. Németh Erzsébet és Karácsony Gergely ellenzéki főpolgármester is megszavazta annak idején, a DK-nak pedig szerinte nincs igazi mondanivalója, ezért próbálja a kormányt a pedofilügybe keverni. Utóbb a bíróság 2025 tavaszán jogerősen megszüntette Áder Annamária rágalmazási perét.
Ismeretes ugyanakkor, hogy Áder Jánosnak is volt egy vitatott kegyelmi ügye, amikor még 2022-ben, közvetlenül mandátuma lejárta előtt részesítette kegyelemben Veres Margitot, Balmazújváros korábbi polgármesterét, akit 2018-ban hivatali vesztegetés elfogadása miatt ítéltek öt év letöltendő börtönbüntetésre. Noha a kegyelmi kérvény önmagában nem lett volna halasztó hatályú, Veresnek egy percet sem kellett a rácsok mögött töltenie, ami Völner Pál korábbi államtitkár intézkedése miatt volt lehetséges. Áder sem indokolta Veres kegyelmének megadását.
Március 10-én az RTL Házon kívül című műsorában bemutatta, hogy Kónya Endre még február végén találkozott az egyik korábbi bántalmazottal egy parkban, és ezúttal is arra akarta rávenni, hogy videófelvételen vonja vissza azt a vallomását, amiben őt a befolyásolással vádolta, de a fiatalember erre nem volt hajlandó. A szereplők elmondása szerint korábban már készült három ilyen videó, amiket Kónya az ügyvédjének is továbbított. Ellenzéki politikusok az eset után rendőri védelmet követeltek az áldozatoknak, illetve bejelentették, hogy rendőrségi feljelentést tesznek.
A Gulyáságyú Média munkatársai március 11-én találkoztak Kónyával Bicskén, ahol a történtek okát szerették volna tőle megtudakolni, de Kónya autójával beletolatott a stáb autójába, majd egy ismerősét hívta a helyszínre, aki inzultálta a stábot, őt a rendőrök garázdaság miatt vonták eljárás alá. Maga Kónya viszont elzárkózott a nyilatkozatoktól.
2024. április 24-én a Fővárosi Törvényszék elutasította azt a polgári peres keresetet, amelyben a felperes magánszemély a kegyelmi ügy összes iratának kiadását kérte közérdekű adatként. A hatályos jogszabályok szerint ugyanis a bűnügyi személyes adatok a magyar jogállás szerint nem közérdekű vagy közérdekből nyilvános adatok, így még széles körű társadalmi érdeklődés mellett sem hozhatóak nyilvánosságra. Közben egy olyan kormányzati terv is napvilágot látott, mely szerint az alaptörvény újabb módosításával a jövőben nem lesz szükséges miniszteri ellenjegyzés a kegyelmi ügyekben, így a köztársasági elnök egyszemélyben bárkinek adhatna – lényegében titokban – kegyelmet. Azt az ellenzéki törvényjavaslatot viszont tárgysorozatba sem vették, mely a kegyelmek indoklását írta volna elő, a beterjesztő DK arra való indoklásával, hogy „a köztársasági elnök ideális esetben nem egy személy vagy politikai csoport, hanem a társadalom egésze nevében dönt, ezért hibás gyakorlat, hogy minden különösebb indoklás nélkül gyakorolhat kegyelmet.”
Utóbb, július 18-án Sulyok egy elvi határozatot is közzé tett a Magyar Közlönyben, amiben a kegyelmi kérdések körülményeit elemezve egyebek mellett úgy fogalmazott: „a kegyelmezés nem irányulhat a bíróság döntésének felülbírálatára, nem jelent fellebbezési fórumot és nem érinti a bűnösség kérdését, ő csak különös méltánylást érdemlő okok esetén élhet vele.” Ezen kívül szerinte a köztársasági elnök kegyelmezési joga kiegészítő és kivételes korrekciós hatáskör, ebben az elnök „csak méltányossági és humanitárius szempontokat mérlegelve, olyan esetben dönthet arról, hogy egy egyedi ügyben lemond az állami büntetőigényről, ha olyan különös méltánylást érdemlő okok állnak fenn, amelyeket a bíróság nem értékelhetett”, hozzátéve, hogy „a döntésnek összhangban kell állnia a társadalom igazságérzetével, a sértettek, áldozatok érdekeit és szempontjait is nyomatékosan figyelembe kell venni”. Azt Sulyok is megerősítette az írásban, hogy „a köztársasági elnöknek nincs mozgástere az egyedi kegyelmi ügyek részleteinek nyilvánosságra hozatalában”, mivel hatályos jogszabályok védik az egyének személyes adatait.
Június 4-én derült ki, hogy a bicskei pedofilügy másodrendű vádlottja, Kunstár Béla, aki 2019-ben jogerősen felfüggesztett börtönbüntetést kapott négy kiskorú fiú molesztálásáért, már a próbaideje alatt egy olyan napközis táborban tarthatott gyerekeknek foglalkozást, amit a Miniszterelnökség támogatott. A botrány főbb érintettjeihez hasonlóan Kunstár is több fideszes szereplővel volt kapcsolatban. A Miniszterelnökség reakciója a felvetéssel érdemben nem foglalkozott, csupán az időközben politikai szereplővé előlépő Magyar Pétert kritizálta.
A parlament június 11-én, immár a 13. alaptörvény-módosítással elfogadta Orbán azon kezdeményezését, hogy onnantól nem részesülhetnek kegyelemben azok, akik gyerekek sérelmére követtek el bűncselekményeket, és egyéb szigorításokat is. Ezen kívül azt a kormányoldali javaslatot is, ami nem köti a kormány ellenjegyzéséhez a köztársasági elnöki kegyelem megadását.
Június 19-én a Blikkben jelent meg Kónya újabb, hónapok óta első, emailben küldött véleménye az ügyről. A volt igazgató-helyettes itt lényegében önmagát mentegette, mint aki nem érti miért támadják és kritizálják még mindig. Véleménye szerint a bírósági eljárás nem volt tisztességes vele kapcsolatban, ezen kívül háláját fejezte ki Balog felé, és sajnálta, hogy a kegyelemében közreműködő Balog és Novák lemondásokra kényszerült.
2025 februárjában a Bicskei Gyermekotthon igazgatójának újabb egykori áldozata nyilatkozott az RTL Házon kívül című műsorának. Rohánszki Gergely, aki egykor maga kérte a családból történő kiemelését az ott elszenvedett bántalmazások miatt szintén Bicskére került, ahol szintén Vásárhelyi János zaklatásának volt kitéve, de elmondása szerint nyílt titok volt az intézményen belül „János bácsi” vonzalma a fiúkhoz. A fiatalember utóbb börtönbe is került lopás, csalás és garázda bűncselekmények miatt, ahol az akkor már szintén letartóztatott egykori igazgatóval is összefutott. A 2024 májusában szabadult Rohánszki elmondta, hogy Áder Jánostól és Novák Katalintól is kért kegyelmet, de míg előbbi elutasította azt, Novák válaszra sem méltatta.
Novák hosszabb idő után 2025. június 17-én a temesvári Közéleti Kávéház nevű értelmiségi klub meghívott vendégeként idézte fel az elnöki időszakát és tapasztalatait. Itt alapvetően arról beszélt, hogy „mindig hitelességre törekedett”, hálás a közéletben eltöltött éveknek, és hogy fiatal államfőként sokat hagyatkozott a tanácsadóira. Azt is megemlítette, hogy „pokoli másfél év van mögötte”. Novák megnyilvánulására különböző vérmérsékletű reakciók érkeztek; Lakner Zoltán politológus tételesen felsorolta, hogy szerinte mit kéne Nováknak tennie azért, hogy könnyítsen a helyzetén, ezek közé tartozik a kegyelmi ügy teljes feltárása, az érintettekkel való találkozás, vagy hogy a jelentős havi állami juttatásaiból támogassa ezen áldozatokat, szervezeteket, ezen kívül kerülje, hogy magát próbálja áldozatnak beállítani. A Fidesz-kormányt gyakran kritizáló Molnár Áron már sokkal keresetlenebb stílusban szembesítette Novák panaszkodásait a privilégiumokat élvező volt államfő helyzetével, vagy a korábbi, pedagógusokat, egészségügyet, egyéb területeket érintő vitatott kormányzati intézkedésekkel, mint amik ennyire láthatóan nem zaklatták fel.
2025 augusztusában a részben az ügy miatt politikai szereplővé váló Magyar Péter interjút adott a lengyel Gazeta Wyborcza nevű lapnak, ahol azt állította, hogy „Orbán családjának egy tagja állt a kegyelem mögött, és ő szorgalmazta azt”.

#### Gyermekvédelmi szempontok
Február 14-én az ügy kapcsán Herczog Mária szociológus, gyermekvédelmi szakember a KlikkTV Puccs című műsorában nyilatkozott a gyermekvédelem helyzetéről Magyarországon, amit tragikusnak írt le. Mint mondta, az állam hosszú évek óta alig foglalkozik a gyermekvédelem érdemi támogatásával és hiába születnek sorra ombudsmani jelentések a gyermekotthonok visszásságairól és az ottani, sokszor vállalhatatlan helyzeteiről mindezeknek semmilyen érdemi következménye nincs az állam részéről, nem változik semmi, és pont a legrászorultabb gyermekek felzárkóztatásához nincsenek programok. Mint mondta, a bicskei gyermekotthon eleve törvénytelenül működött és működik, mert a megengedettnél sokkal több gyerek volt ott. Novák lemondása pedig nem szakmai okok miatt történt, aki bár azt mondta lemondásakor, hogy „soha nem adna kegyelmet olyannak, aki fizikai vagy érzelmi bántalmazást követ el”, a kegyelmezett „nagyon súlyos érzelmi bántalmazást követett el”. Az alkotmánymódosítás pedig szintén semmit nem old meg szerinte, mert a pedofil tettek nagyon kis részét képezik a gyermekbántalmazásoknak, miközben a fizikai vagy érzelmi bántalmazás sokkal gyakoribb. A magára hagyott bántalmazott élete pedig gyakran tönkremegy vagy akár maga is elkövetővé válik. Horgas Péter ugyanebben a műsorban szintén kritizálta a kormány mulasztásait, amire ez az eset felhívta a figyelmet. Ugyanakkor beszélt a felnőtt civil társadalom felelősségéről, akik nem voltak képesek egy olyan országot létrehozni, ahol hatékony a gyermekvédelem. Kritizálta azokat is, akik Novák tanácsadóiként kiléptek, illetve Magyar Pétert, mondván „miért váltak a rendszer részeivé? Miért csak évek után eszméltek rá a rendszer természetére?”
Más szervezetek, mint  a Társaság a Szabadságjogokért vagy a UNICEF is arra hívta fel a figyelmet, hogy a gyermekbántalmazások nem a „gyenge jogszabályok” miatt történnek, hanem az elégtelen munkafeltételek miatt, ezeken pedig a szabályok kormányzati szigorítása, a szankciókkal való fenyegetettség önmagában semmit nem változtat.
A Herczog által elmondottakat erősíti meg egy korábban Bicskén gondozott lánnyal március 19-én megjelent beszélgetés, aki a saját példáján keresztül mondta el, hogy a nevelőotthonban rendszeresek a lelki és a fizikai bántalmazások, és szinte semmilyen valódi segítségben vagy törődésben nem részesült, ahogy a legtöbb gondozott se. Azt is mesélte, hogy rendszeresek voltak a szexuális célzatú abúzusok, a legtöbb bántalmazás teljesen hétköznapi dolognak számított. Megemlítette Vásárhelyi János manipulatív viselkedését, és hogy az általa tapasztaltak szerint is gondozott fiúkat környékezett meg. Őt magát pedig egy másik gondozó molesztálta, ami szintén közismert jelenség volt az intézményben. Az interjúból is kiderült, hogy az intézetekből a jó szakemberek a rossz, bántalmazó körülmények miatt jellemzően kihullanak, vagy azért, mert nem bírják, vagy azért, mert tenni akartak ellene, és ezért elbocsájtják őket. Ezen kívül a gondozottak gyakran pont azt a segítséget nem kapják meg, ami az intézet utáni élet megalapozásához kellene.
Közben a Válasz Online utánanézett a magyar pedofil-nyilvántartásnak, ami a bonyolult „A gyermekeket sértő nemi élet szabadsága vagy más bűncselekményt elkövető személyeknek” néven szerepel, erről pedig szintén bebizonyosodott, hogy használhatatlan: az adatok nehezen kereshetőek, életszerűtlen feltételekhez kötöttek – például ismerni kellene az adott személy nevét –, ráadásul pontatlanok is. Az adatbázis szerint például Vásárhelyi János, az elítélt igazgató Bicskén tartózkodik, holott börtönbüntetését tölti, Bicskén pedig nincs fogva tartási intézmény. A mintaként használt amerikai rendszer sokkal gyorsabban megtalálható, és bárki rákereshet a környezetében előforduló nyilvántartott szexuális elkövetőkre – a magyar változatból ez mind hiányzik, mivel a személyiségi jogokra való hivatkozással gyakorlatilag ellehetetlenül a kereshetőség. A cikket jegyző Élő Anita később elmondta, ahogy a cikkben is szerepelt, hogy ha az elítéltek személyiségi joga előbbre való a lakossági tájékoztatásnál, akkor semmi értelme ilyen listát csinálni.
Márciusra napvilágot látott az első gyermekvédelminek mondott intézkedés a kormány részéről: eszerint a gyermekvédelmi intézmények vezetőinek kötelező pszichológiai vizsgálatot írnának elő. Herczog Mária gyermekvédelmi szakember szerint ez nagyon kevés, a vizsgálatokat ki kellene terjeszteni az oktatókra, a nevelőkre, a konyhásokra, a takarítókra, és a gépkocsivezetőkre is, képezni kellene őket a gyerekekkel való helyes bánásmódra. Hozzátette, a képzés mellett széles körű konzultáció szükséges a szakemberekkel, szakmai szervezetekkel, valamint a gyerekek véleményének megkérdezése, és bevonásuk a döntéshozatalba szintén fontos. Lényeges, hogy a gyerekek felvilágosítást kapjanak, hogy tudják mik a határok, mi számít abúzusnak. Elmondta, hogy a nevelőotthonokon kívül az összes, gyerekekkel foglalkozó intézményre, iskolákra, kollégiumokra, egészségügyi intézményekre is ki kell terjeszteni a szabályozást, hiszen ott is érheti bántalmazás őket. Mint mondta, számos környező, uniós országban vannak jó szabályozások, ezeket kellene átvenni.
Április végén megjelent a kormány kiegészítő gyermekvédelmi törvénycsomagja, ami alapvetően a gyermeknevelésben és gyermekgondozásban érintett szereplők szigorúbb ellenőrizhetőségét és potenciális szankcionálását célozta meg. Kerpel Éva nemzetközi családügyi mediátor az Egyenes beszéd című műsorban kifejtette, hogy ez az állami gondozottak jelenkori nehézségeivel vagy a gondozói munkakörök anyagi és dologi szükségleteivel érdemben nem foglalkozik, a célja inkább, hogy a fokozott gyermekvédelem látszatát keltse. Utóbb egy olyan javaslat is megjelent a fideszes Dunai Mónika részéről, mely szerint a gyónás útján tudomást szerzett pedofil bűncselekmények elhallgatása egyházi személy részéről ne essen büntethetőség alá. A Fidesz-frakció először még támogatta Dunai javaslatát, majd egy nappal később már nem, mondván a hatályos szabályok miatt szükségtelen a módosítás.
Tavasszal el is indult az intézményvezetők kompetenciafelmérése, második körben viszont már a személyes érintettségű és privátszférát érintő kérdéseket tettek fel a vezetőknek, beleértve a párkapcsolati és szexuális jellegűeket, egyebek mellett, hogy töltött e már le pedofil tartalmat internetről, ezen kívül az egészségüket érintő kérdések hangoztak el. A beszámolók szerint a teszten bevallott eredményeket – például a pedofil tartalmakkal kapcsolatosakat – bizalmasan kezelik, így azonban megkérdőjeleződik a vizsgálat értelme is, ha ezzel a pedofil hajlamú egyének kiszűrése volt a cél. Kitanics Márk igazságügyi pszichológusszakértő szerint ez a fajta, úgynevezett MMPI (Minnesota Multiphasic Personality Inventory) teszt alkalmatlan az ilyen fajta parafíliák kiszűrésére, hisz nincs olyan „normális” ember, aki kérdésre bevallaná, hogy pedofil érdeklődése lenne.
Július 10-én Fülöp Attila gondoskodáspolitikáért felelős államtitkár Facebook-oldalán jelent meg, hogy „az állami gyermekvédelmi vezetők vizsgálata befejeződött, ami nem tárt fel pedofíliára való hajlamot egy vizsgált személy esetében sem”. Kiderült az is, hogy az állami intézmények dolgozóinak hozzátartozóinak személyes adatai is vizsgálat tárgyává teszik, amik befolyásolhatják, hogy az intézményi dolgozó megtarthatja e a munkáját. A Gyermekjogi Civil Koalíció szerint ez a fajta vizsgálódás sérti a szakemberek, nevelőszülők magánélethez való jogát és emberi méltóságát, ezért jelezték, hogy készek munkajogi eljárások indítására is. Száz nevelőszülő jelezte felmondási szándékát az életvitelüket és magánszférájukat firtató átvilágítás miatt, ami 200-300 gyermek életére lehet negatív hatással, így pont a gyermekek válhatnak a gyermekvédelminek mondott vizsgálatok áldozatává, miközben a rendszer valódi problémáira továbbra se születtek megoldások. Később további felmondások történtek az érintettek szerint megalázó vizsgálódások miatt. Több száz munkavállaló munkajogi pert is kezdeményezett a TASZ segítségével, mert álláspontjuk szerint a vizsgálat sérti az Alaptörvényben rögzített magánélethez fűződő jogot. Fülöp Attila államtitkár szerint „veszélyes a gyerekekre, ezért jobb, hogy önként távozott” az, aki megtagadta az együttműködést és ezért felmondott, mert szerinte „valami olyat akart elrejteni, amiből kiderülhet, hogy alkalmatlan az állami gondozásban lévő gyermekek nevelésére”. Utóbb az derült ki, hogy a 2024-től vizsgált 14 704 gyermekvédelmi dolgozóból a Nemzeti Védelmi Szolgálat 128 esetben állapított meg „kifogásolható életvitelt” 2025 júniusáig.
Közben 2025. január 23-án megalakult a Gyerekasztal Munkacsoport, ami számos közéleti értelmiségi és egyházi személy részvételével a katolikus gyermekvédelem, az egyházon belüli szexuális visszaélések kérdéskörének kibeszélésének, illetve az ezzel kapcsolatos párbeszéd elősegítésének küldetésével jött létre.
Szilvási Léna, az SOS Gyermekfalvak szakmai vezetője egy 2025 májusi interjúban bírálta a magyarországi állapotokat, amik az ügy után több mint egy évvel sem javultak érdemben, ezért képmutatónak nevezte az államot, amiért az azt állította, hogy „óvja a gyermekeket”. Szilvási hosszasan sorolta azokat a rendszerszintű problémákat, amik mintha egymás ellenében dolgoznának, és ezzel az intézményrendszer maga válik gyermekbántalmazóvá.
Minden kormányzati intézkedés dacára újabb jelentősebb horderejű ügy derült ki 2025. május 27-én, amikor a Szőlő utcai javítóintézet igazgatóját, Juhász Péter Pált és az „Aisah Zamira” művésznevű élettársát letartóztatták emberkereskedelem, kényszermunka és közfeladati helyzettel való visszaélés gyanújával. A kormánnyal is jó kapcsolatot ápoló intézményvezető és párja a vádak szerint prostituáltként futtatott két, korábban gyermekotthonban felnőtt, nehéz sorsú lányt, akiket online hirdetésekben közvetítettek ki, még időnként külföldre is. Juhász a kiderített információk szerint régóta foglalkozott gyermekvédelemmel, a kormányzati médiában is előszeretettel szerepelt, és szívesen mutatta magát a gyermekek védelmét különösen szívén viselő embernek (hasonlóan Vásárhelyi Jánoshoz). Kiderült az is, hogy már 2002-ben és 2009-ben is történtek vitatható, visszaélésre gyanút adó események a környezetében, de ezeket, hasonlóan a bicskei ügyekhez szintén diszkréten, a nagyobb nyilvánosságot kerülve intézték; büntetőjogi következmény nem volt, a Fidesz hatalomra kerülése után pedig kvázi „rehabilitálták” és újabb intézményvezetői kinevezésekben részesítették. Utóbb arra is voltak jelek, hogy Juhász a kapcsolatai révén meg tudta úszni a korábbi, szexuális visszaélésekre utaló ügyeit, melyekhez a párja is asszisztált. A ügy rávilágított a kormányzati átvilágítás kudarcára is, ami nem tárta fel Juhász manipulatív személyét és tevékenységeit.
Gyurkó Szilvia gyermekvédelmi szakember is hosszasan kritizálta a kormány intézkedéseit 2025 júniusában, amiket cinikusnak nevezett; a kormányzat intézkedései szerinte is látszatintézkedések, nem orvosolják a valódi, rendszerszintű problémákat, miközben a meghirdetett, magánéletben vájkáló átvilágítási szabályok csak még jobban elűzték azokat a szakembereket, akikből eleve nem volt elég és akik még úgy-ahogy vállukon tartják a gyermekvédelmet.
A kormány egy olyan törvénymódosítással is előrukkolt 2025. június 30-án, miszerint a megszületés helyett már a terhesség alatt is dönthet a gyámhivatal egy csecsemő elvételéről, ha úgy ítélik meg, hogy a személyi vagy pszichológiai feltételek nem adottak a biztonságos gyermekneveléshez. A módosítást azért kritizálták, mert bár a felvetése elméletileg helyes, a gyakorlatban viszont Magyarországon olyan nagy a szakember- és a rendszerhiány, hogy félő erre a jogszabályra hivatkozva olyan segítségre szoruló szülőktől is elvehetik a gyereküket, akik emiatt nem kapnak segítséget a gyermekük fogadási feltételeihez. Mint rámutattak, a gyermekvédelem szakmai, anyagi, dologi feltételeinek javításához ez a módosítás sem rendel forrásokat.
2025. július 21-én jelent meg egy interjú Bercsák Nórával, a fővárosi Területi Gyermekvédelmi Szakszolgálat (Tegyesz) Alföldi utcai befogadó otthonának volt vezetőjével, aki azután mondott fel, hogy bevezették az életvitel-ellenőrzést a gyermekvédelmi dolgozóknál, amit Bercsák is méltatlannak érzett. A kegyelmi ügy miatt reménykedett, hogy jobb szabályok születnek a gyermekvédelemben, de csalódnia kellett: a korábban nyilatkozó gyermekvédelmi szakemberekhez hasonlóan ő is ugyanazokat a rendszerszíntű problémákat sorolta fel a több évtizedes gyermekvédelmi pályafutása tapasztalataként, főleg azt, hogy az állam kevés pénzt rendel a legszegényebb társadalmi rétegek, családok megsegítésére, és a gyermekvédelemre magára is, mivel jellemzően a szegény családokban gyakoriak az olyan incidensek, amik miatt egy gyermeket állami gondozásba kell venni. A gyermekek igényeit, főleg ha azok egyéniek azonban a rendszer nem veszi figyelembe, ezzel pedig további sérüléseket szenvednek, immár az állami rendszeren belül. Ezért szerinte az államnak nem fontosak ezek a gyerekek; nem fontos, hogy kiegyensúlyozott, életképes, adót fizető állampolgárok legyenek, akik nem a szociális ellátórendszert terhelik, mi több, ellenségnek tekinti a szegénységet, mintha arról csak az egyén tehetne, miközben a szegénység gyakran generációs jelenség. A szakdolgozók pedig alulfizetettek és túl vannak terhelve, mivel ilyen munkakörülmények miatt alig akar valaki ott dolgozni, ennek pedig szintén a gyermekek látják kárát. Mindezek miatt képmutatónak nevezte a kormányzatot, akik valódi megoldások helyett látszatintézkedéseket hoztak, és a dolgozók „bugyijába nézegetnek”; az ellenőrzési szabály meghozatala után döntött, hogy kilép az állami szakellátásból, ami szerinte már „összeomlott”. A rendszer működésképtelenségeként hivatkozott Juhász Péter Pál esetére is, aki különféle jelzések dacára tudta évekig megőrizni a pozícióját, és folytatnia etikátlan üzelmeit.

## Lásd még
- Bese Gergő